# Владимир Кличко — Рэй Остин
Владимир Кличко — Рэй Остин, также известен под названием «Опасная зона» (англ. Danger zone), — 12-раундовый боксёрский поединок в тяжёлой весовой категории за титулы чемпиона мира по версиям IBF и IBO, которые принадлежали Владимиру Кличко. Поединок состоялся 10 марта 2007 года на стадионе SAP-Arena (Мангейм, Германия).
Поединок проходил с преимуществом Владимира Кличко, который удерживал Остина на удобной для себя дистанции и пробивал прямые удары. Во втором раунде Кличко сумел попасть по сопернику акцентированным ударом, в результате чего Остин упал на настил ринга и рефери Эдди Коттон начал отсчёт нокдауна. Остин сумел подняться на счёт «10», но рефери дал отмашку о завершении поединка. В итоге победа (техническим) нокаутом во втором раунде ((T)KO2) была присуждена Владимиру Кличко.
После этого поражения карьера Остина пошла на спад, за последующие годы своей карьеры он провёл ещё более десятка поединков, но не сумел вновь завоевать право оспаривать чемпионский титул. Боксёрская карьера Владимира Кличко продолжалась до 2017 года, за это время он сумел добавить к имеющимся у себя титулам чемпионские титулы по версиям WBA, WBO и журнала «The Ring». В ноябре 2015 года он проиграл все свои титулы британцу Тайсону Фьюри. В апреле 2017 года Кличко попытался вернуть часть своих титулов, но вновь проиграл другому британцу, Энтони Джошуа.

## Предыстория
В ноябре 2006 года Владимир Кличко провёл первую защиту завоёванных им в апреле того же года титулов чемпиона мира по версиям IBF и IBO, победив техническим нокаутом в 7-м раунде непобеждённого американца Кельвина Брока (29-0). После этой победы Кличко-младший хотел провести поединок за объединение чемпионских титулов с одним из тогдашних чемпионов мира по основным версиям (WBC, WBA и WBO). Была достигнута договорённость о поединке против чемпиона мира по версии WBC — Олега Маскаева. Однако WBC не одобрил этот поединок, что и стало основной преградой к его проведению. Организацией поединков с участием двух других чемпионов — Николая Валуева (чемпиона по версии WBA) и Шеннона Бриггса (чемпиона по версии WBO) занималась промоутерская компания Дона Кинга, с которой у братьев Кличко были неприязненные отношения.
Рэй Остин стал претендентом на титул чемпиона мира по версии IBF благодаря ничьей в поединке, состоявшемся 28 июля 2006 года против непобеждённого россиянина Султана Ибрагимова (19-0). После этого поединка IBF объявила Остина обязательным претендентом на свой титул чемпиона, а WBO предоставила такой же статус Ибрагимову относительно своего титула. По мнению ряда журналистов, эту возможность Остин получил благодаря своему промоутеру Дону Кингу, у которого были связи в IBF. До боя против Ибрагимова Остин провёл тридцать профессиональных поединков, в 24 из которых был сильнейшим, в трёх потерпел поражение, и ещё три завершились вничью. В начале своей карьеры он встречался с рядом заведомо слабых соперников, в послужном списке которых было больше поражений, нежели побед. Однако сам Остин заявлял, что ни разу за свою карьеру не встречался с подобными боксёрами. По мнению спортивного журналиста Антона Горюнова, одной из самых значимых побед Рэя была победа раздельным судейским решением над некогда перспективным ямайцем Оуэном Беком.
9 марта в торговом зале «Мерседес-Бенц» состоялась процедура взвешивания боксёров, на которой Владимир Кличко весил 112 кг, а Рэй Остин оказался легче своего визави и весил 111,8 кг. В тот же день был поднят вопрос о том, в каких перчатках будет боксировать Остин. Боксёрская комиссия настаивала на том, что Остин должен боксировать в перчатках фирмы «Grant», в таких же должен был боксировать и действующий чемпион. Однако команда Остина хотела, чтобы он провёл поединок в перчатках фирмы «Reyes», объясняя это тем, что в этих перчатках сила удара сохраняется лучше. Для того чтобы решить, в каких перчатках боксеры будут проводить поединок, Кличко и Остин сыграли в орлянку, украинец поставил на «решку», которая в итоге и выпала.

### Прогнозы и мнения
Оба боксёра были уверены в себе. Кличко говорил, что изучил все слабые стороны претендента и серьёзно отнёсся к Остину как к боксёру. Остин же был уверен в своей досрочной победе. В интервью Остин заявлял, что у Владимира Кличко «чахлое мужество и слабый подбородок». Тренеры боксёров также были уверены в своих подопечных. Эмануэль Стюард — тренер Владимира Кличко — заявил, что команда Кличко уважает Остина больше, чем он уважает своего оппонента, и уже в середине первого раунда Остин ответит за своё «хвастовство». Стэйси Маккинли, который работал тренером у Рэя Остина, сказал, что у Владимира Кличко всегда были проблемы с высокими боксёрами, также он отметил, что Остин находится в очень хорошей физической форме и полностью готов к поединку.
Журналисты украинского боксёрского издания «Ринг», делая свой прогноз на этот поединок, единогласно были уверены в победе Владимира Кличко техническим нокаутом, однако мнения относительно раунда, в котором Кличко победит Остина, разнились. Евгений Пилипенко считал, что заключительным станет 8-й раунд, а Константин Лоодин и Евгений Сарчав делали ставку на 7-й раунд, на победу своего соотечественника в 6-м раунде поставил Антон Горюнов, а Елена Радзевич и Игорь Витько считали, что Кличко победит в пятой трёхминутке. Российский спортивный журналист Александр Беленький считал, что Кличко-младший одержит победу техническим нокаутом с 6-го по 8-й раунды, но при этом он уточнил, что если претендент «проявит большую прыть, то, может быть, он и сможет дотянуть до финального гонга, но победы ему все равно не видать».

## Ход поединка
Первый раунд прошёл в разведке, оба боксёра присматривались друг к другу. Владимир выбрасывал лишь джебы с левой руки (прямые удары), удерживая соперника на удобной для себя дальней дистанции. Остин также выбрасывал джебы в голову оппонента, помимо этих ударов, он пытался пробить по корпусу Кличко-младшего. В 1-й трёхминутке преимущество было на стороне украинского боксёра, в связи с этим после окончания раунда все трое судей выставили счёт 10-9 в пользу Кличко. Во втором раунде боксёры продолжали вести поединок в том же стиле. Владимир Кличко выбрасывал джебы передней (левой) рукой, показывая сопернику, что вскоре может провести акцентированный удар с правой руки. Однако за 1 минуту и 46 секунд до окончания раунда Владимир Кличко пробил пять хуков (боковых ударов) с левой руки, четыре из них попали в голову Остина, а пятый был выброшен в момент его падения. После этих ударов Остин оказался на настиле ринга и рефери поединка Эдди Коттон начал отсчёт нокдауна. Рэй сумел подняться на счёт «10», но к тому времени рефери уже дал отмашку о завершении поединка. В итоге победа (техническим) нокаутом во втором раунде была присуждена Владимиру Кличко. Примечательным является тот факт, что за полтора раунда поединка Владимир Кличко ни разу не выбросил удар с правой руки.

## Андеркарт
Комментарий: Андеркарт — предварительные боксёрские бои перед основным поединком вечера.
В таблице перечислены результаты всех поединков боксёров.
В каждой строке указан результат поединка. Дополнительно номер поединка обозначен цветом, который обозначает итог поединка. Расшифровка обозначений и цветов представлена в нижеследующей таблице.
| Пример | Расшифровка                     |
| ------ | ------------------------------- |
|        | Победа                          |
|        | Ничья                           |
|        | Поражение                       |
|        | Планируемый поединок            |
|        | Поединок признан несостоявшимся |
| КО     | Нокаут                          |
| ТКО    | Технический нокаут              |
| PTS    | Решение судей (по очкам)        |
| UD     | Единогласное решение судей      |
| MD     | Решение большинства судей       |
| SD     | Раздельное решение судей        |
| RTD    | Отказ от продолжения боя        |
| DQ     | Дисквалификация                 |
| NC     | Поединок признан несостоявшимся |

| Боксёр                      | Итог боя | Боксёр                     | Примечания                                                       |
| --------------------------- | -------- | -------------------------- | ---------------------------------------------------------------- |
| Владимир Кличко (47-3)      | KO2 (12) | Рэй Остин (24-3-4)         | Бой за титулы чемпиона мира в тяжёлом весе по версиям IBF и IBO. |
| Джонатон Бэнкс (14-0)       | TKO1 (8) | Ральф Ример (6-4-1)        | Рейтинговый бой в первом тяжёлом весе.                           |
| Запир Расулов (12-0)        | KO1 (6)  | Омар Сиала (4-5-1)         | Рейтинговый бой в первом среднем весе.                           |
| Александр Петкович (34-4-3) | UD6 (6)  | Гарри Дуивен-младший (6-1) | Рейтинговый бой в тяжёлом весе.                                  |
| Робин Красники (11-2)       | UD4 (4)  | Омар Джатта (5-1)          | Рейтинговый бой в полутяжёлом весе.                              |
| Нико Шредер (2-1)           | UD4 (4)  | Ион Стрехойу (0-7)         | Рейтинговый бой в лёгком весе.                                   |
| Нико Шопф (дебют)           | TKO1 (4) | Бейкер Баракат (1-2-1)     | Рейтинговый бой в полутяжёлом весе.                              |

## После боя
После поражения от Владимира Кличко карьера Остина пошла на спад. Он больше ни разу не получил право выйти на поединок за титул чемпиона мира. В 2010 году он потерпел поражение от Одланьера Солиса в бою за статус обязательного претендента на титул чемпиона мира по версии WBC, которым на тот момент владел Виталий Кличко. В следующем своём поединке он потерпел поражение от будущего чемпиона мира по версии WBC Бермейна Стиверна в бою за серебряный пояс WBC. Свой последний титульный поединок (на кону стоял титул чемпиона Северной Америки по версии NABF), Рэй Остин проиграл отказом от продолжения боя американцу Энди Руису-младшему, который в 2019 году стал чемпионом мира по версиям WBA Super, IBF, WBO и IBO. Всего с 2008 по 2019 годы Рэй провёл 11 поединков, в 5 из которых был сильнейшим.

Остин вообще не должен был находиться на одном ринге с чемпионом. Иметь рекорд 24-3 и не добиться ни одной сколь-либо значимой победы за карьеру, а потом драться за титул? Это лицемерный фарс, а не бой. Рэй вообще теперь должен пойти в церковь, поставить свечку и воскурить благовония во славу Господа Бога, потому что с такой разницей в классе ему ещё повезло, что Влад[имир Кличко] случайно его не убил. Нельзя организовывать такие поединки, хотя бы с точки зрения гуманности.— Данкан Айдахо, аналитик «ESPN Boxing»
После победы над Остином Владимир Кличко провёл 16 успешных поединков-защит титулов чемпиона мира по версиям IBF и IBO. Помимо защит Владимир Кличко проводил поединки за объединение чемпионских титулов. Следующий свой поединок он провёл 23 февраля 2008 года победив единогласным судейским решением непобеждённого россиянина Султана Ибрагимова (22-0-1) и вернув себе титул чемпиона мира по версии WBO, 20 июня 2009 года победил Руслана Чагаева (25-0-1), ввиду отказа того от продолжения поединка после 9-го раунда и завоевал вакантный титул чемпиона мира по версии журнала «The Ring», и 2 июля 2011 года победил единогласным судейским решением британца Дэвида Хэя (25-1) и завоевал титул чемпиона мира по версии WBA Super. Владимир Кличко продолжал доминировать в тяжёлом весе вплоть до ноября 2015 года, когда он проиграл единогласным судейским решением Тайсону Фьюри (27-0). В апреле 2017 года Владимир Кличко попытался вернуть свои титулы в поединке против Энтони Джошуа (18-0), но вновь потерпел поражение, после чего завершил карьеру.

## Комментарии
1. ↑  На самом деле на момент боя на счету Владимира Кличко быть на одну досрочную победу больше. Разночтения в рекорде Владимира Кличко возникли после его поединка с Бико Ботовамунгу 23 августа 1997 года, когда рефери остановил поединок дисквалифицировав Ботовамунгу, затем результат встречи был изменен на победу Кличко техническим нокаутом. Однако на сайте BoxRec, который является одним из самых авторитетных статистических сайтов на данную тему, в отличие от других источников, результат остался прежним[1].